# François Mocquard
François Mocquard (27. října 1834 – 19. března 1917) byl francouzský herpetolog. Narodil se v Leffond v departementu Haute-Saône. Studoval fyziku v Besançonu, kde v roce 1860 získal bakalářský titul. Následně studoval lékařství – doktorát získal v roce 1873. Později vyučoval na lyceu ve městě Vesoul. Poté se usadil v Paříži, kde působil v Národním přírodovědném muzeu. Popsal 61 druhů plazů. Bylo po něm pojmenováno několik druhů zvířat, například Xenotyphlops mocquardi, Mantidactylus mocquardi a Mertensophryne mocquardi.